# Канэда, Томоко
Томоко Канэда (яп. 金田 朋子 Канэда Томоко, 29 мая 1973, Иокогама) — японская актриса, сэйю и J-Pop певица. 11 лет работала в агентстве Aoni Production, с апреля 2011 года работает фрилансером. В августе 2011 года аносировалась[неизвестный термин] в Across Entertainment. Окончила отделение архитектуры в Университете Канто Гакуин. Член актёрского объединения DROPS, включающего таких актёров озвучивания как Марико Кода, Акэми Канда, Ай Нонака и Рёко Сираиси и актёрского объединения SD★Children, в которое также входила и Мию Мацуки.

## Роли в аниме
2000 год
- Gear Senshi Dendou (GEAR taiin);
- Mutekiou Tri-Zenon (Эна Макинохара);

2001 год
- Digimon Tamers (Кулумон);
- Hanaukyou Maid Tai (Синтия / Грэйс);
- Blue Remains (Амамику в детстве);
- Hanaukyou Maid Tai (2001) (Синтия / Грэйс);
- Библиотека Кокоро (Акаха Окадзима);
- Адзуманга Дайо: Очень короткий фильм (Тиё Михама);

2002 год
- Пожалуйста! Учитель [ТВ] (Мария);
- Цифровой Сок (Мини-принц);
- Тэнти — лишний! [ТВ-3] (Фуку);
- Токио Мяу Мяу (Мива Хондзё);
- Двенадцать королевств (Гёкуё);
- Адзуманга Дайо [ТВ] (Тиё Михама);
- Маленькая Принцесса Юси (Белбел);
- Bomberman Jetters (Сиробон);
- Детское подразделение [ТВ] (Каноэ);
- Пожалуйста! Учитель OVA (Мария);

2003 год
- Lime-iro Senkitan (Аойто);
- Воздушный мастер (Рэнге Инуй);
- Код Ангела (Дайсукэ Нива в детстве);
- Школа детективов Кью (Кунико Тоя);
- Пожалуйста! Близнецы [ТВ] (Мария);
- Стальная тревога: Фумоффу (Бонта-кун);
- Бобобо-бо Бо-бобо (Дэнгаку-мэн);

2004 год
- B-Densetsu! Battle Bedaman (Цубамэ Цубакура);
- Учительский час (Соккер Болл);
- Hanaukyo Maid Tai La Verite (Синтия / Грэйс);
- Мадлакс (Летиция);
- Lime-iro Senkitan: Nankoku Yume Roman (Аойто);
- Пожалуйста! Близнецы OVA (Мария);
- Ответ: Милашка Хани (Маюми Такахаси);
- W Wish (Фудзиэ Сана);
- Блич [ТВ] (Неллиэль Ту Одершванк);

2005 год
- B-Densetsu! Battle Bedaman Enkon (Цубамэ Цубакура);
- Браво, девушки! (сезон второй) (Эби);
- Проект Кирамэки (Линкл);
- Kidou Shinsengumi Moeyo Ken TV (Гэмбу);
- Счастливая семерка (Сёдзё);

2006 год
- Мэджикано (Фуюно Ёсикава);
- Kagihime Monogatari Eikyuu Alice Rinbukyoku (Алиса-близнец);
- Fushigi-boshi no Futago-hime Gyu! (Пюпю);
- Akubi Girl (Акуби);
- Пираты «Черной лагуны» (первый сезон) (Гретель (эп. 13));
- Божественная семейка (Лулу в детстве);
- Повесть о бедных сестрах (Асу Ямада);
- Поехали! Крутые девчонки Зет (Пучи);
- Крепкий поцелуй: Крутые и сладкие (Норико Нисидзаки);
- Digimon Savers 3D: Digital World Kiki Ippatsu! (Кулумон);
- Пираты «Черной лагуны» (второй сезон) (Гретель);

2007 год
- Master of Epic: The Animation Age (Эльмони (жен.));
- Робби и Кэробби (Пот-тян);
- Небо (Маюко Камикава);
- Sketchbook: Full Color's (Майк);
- Myself ; Yourself (Аой Орибэ);
- Странная история о продавце сонных шариков (Баку);

2008 год
- Амури в Океане звезд (Укатан (жен.));
- Морская Невеста OVA (Сатори Сарутоби);

2009 год
- Shangri-La (Суйэбико);
- Kawa no Hikari (Титти);
- Fight Ippatsu! Juuden-Chan!! (Вич);
- Kikansha Yaemon (Тёби);
- Halo Legends (Лан [Odd One Out]);

2012 год
- Oda Nobuna no Yabou - (Гоэмон Хатисука);
- Shining Hearts: Shiawase no Pan - (Сорбэ);
- Wasurenagumo - (Паучиха);

## Роли в видеоиграх
2022 год
- Genshin Impact (Дори Сангема-бай);